# 青春のアイドル
| 専門評論家によるレビュー | 専門評論家によるレビュー |
| レビュー・スコア         | レビュー・スコア         |
| 出典                     | 評価                     |
| ------------------------ | ------------------------ |
| AllMusic                 | [ 1 ]                    |

『青春のアイドル』（せいしゅんのアイドル、Wouldn't You Like It?）は、スコットランドのポップ・ロック・グループであるベイ・シティ・ローラーズがリリースした3枚目のスタジオ・アルバム。

## 解説
イギリスでは1975年の遅い時期にLPが発売されたこのアルバムは、グループの音楽的方向が変化したことを示すもので、1曲を除いてすべての楽曲がバンド自身によって作曲されていた。唯一、グループ外から提供された曲である「恋をちょっぴり (Give a Little Love)」は、イギリスでスマッシュ・ヒットとなった。このアルバムには、大きな手紙という形で個々のメンバーのカラー写真冊子が封入されており、バンド全員の写真がアルバム・ジャケットを飾った。
このアルバムの楽曲のうち7曲は、アリスタ・レコードがアメリカ合衆国だけでリリースしたアルバム『ロックン・ロール・ラブレター』にも収録されたが、アルバム・ジャケットの写真やデザインなども、そのまま流用された。
アルバム・タイトルの原題「Wouldn't You Like It?」は、英語で「これ好きになってくれないかな?」といった含意の表現である。原題と同名の「Wouldn't You Like It?」という曲も収録されているが、日本語の楽曲名は「二人でいつまでも」とされており、アルバム名とは大きく異なっている。また、後年の日本盤CDにボーナス・トラックとして収録されたこの曲の別バージョン（レスリー・マッコーエンではなく、ノビー・クラークがリード・ボーカルをとった1972年の音源）については、「ウドゥント・ユー・ライク・イット?」という音写の表記が用いられている。

## トラックリスト
イギリス盤LP Bell Records #8002
| 全作詞・作曲: 特記のないものは、エリック・フォークナー/スチュアート・ウッディ・ウッド。 |                                                       |                                                                            |                                                                            |                        |      |
| #                                                                                       | タイトル                                              | 作詞                                                                       | 作曲・編曲                                                                 | リード・ボーカル       | 時間 |
| 1.                                                                                      | 「ダンスはゴキゲン (I Only Wanna Dance With You)」    | 特記のないものは、 エリック・フォークナー / スチュアート・ウッディ・ウッド | 特記のないものは、 エリック・フォークナー / スチュアート・ウッディ・ウッド | レスリー・マッコーエン | 2:59 |
| 2.                                                                                      | 「レッツ・ゴー・ミュージック (Don't Stop the Music)」 | 特記のないものは、 エリック・フォークナー / スチュアート・ウッディ・ウッド | 特記のないものは、 エリック・フォークナー / スチュアート・ウッディ・ウッド | マッコーエン           | 2:49 |
| 3.                                                                                      | 「恋のシャンハイ (Shanghai'd in Love)」               | 特記のないものは、 エリック・フォークナー / スチュアート・ウッディ・ウッド | 特記のないものは、 エリック・フォークナー / スチュアート・ウッディ・ウッド | フォークナー/ウッド    | 3:29 |
| 4.                                                                                      | 「恋はすてき (Love Is...)」                           | 特記のないものは、 エリック・フォークナー / スチュアート・ウッディ・ウッド | 特記のないものは、 エリック・フォークナー / スチュアート・ウッディ・ウッド | マッコーエン           | 2:38 |
| 5.                                                                                      | 「アイム・ア・フール (Maybe I'm a Fool to Love You)」 | 特記のないものは、 エリック・フォークナー / スチュアート・ウッディ・ウッド | 特記のないものは、 エリック・フォークナー / スチュアート・ウッディ・ウッド | マッコーエン           | 3:55 |
| 6.                                                                                      | 「若さでロックン・ロール (Too Young to Rock & Roll)」 | 特記のないものは、 エリック・フォークナー / スチュアート・ウッディ・ウッド | 特記のないものは、 エリック・フォークナー / スチュアート・ウッディ・ウッド | マッコーエン           | 2:17 |

| #  | タイトル                                                                       | 作詞 | 作曲・編曲 | リード・ボーカル                                              | 時間 |
| -- | ------------------------------------------------------------------------------ | ---- | ---------- | ------------------------------------------------------------- | ---- |
| 1. | 「恋をちょっぴり (Give a Little Love)」(ジョン・グディソン/フィル・ワインマン) |      |            | マッコーエン                                                  | 3:28 |
| 2. | 「二人でいつまでも (Wouldn't You Like It?)」                                   |      |            | マッコーエン                                                  | 3:14 |
| 3. | 「恋のフィーリング (Here Comes That Feeling Again)」                           |      |            | アラン・ロングミュアー                                        | 3:41 |
| 4. | 「君に会いたくて (Lovely to See You)」                                         |      |            | マッコーエン                                                  | 3:57 |
| 5. | 「イーグルス・フライ (Eagles Fly)」                                            |      |            | マッコーエン                                                  | 3:04 |
| 6. | 「愛のメッセージ (Derek's End Piece)」                                         |      |            | インストゥルメンタル：アウトロの語り - デレク・ロングミュアー | 2:34 |

日本盤LP Arista – IES-80450
- 上記に加え、B面冒頭に「サタデー・ナイト」が追加されており、収録曲は全13曲である。

## 2004年のイギリス盤リイシューCD
ベル・レコードから2004年に出たリイシューCDには、ボーナス・トラックとして、日本盤アルバムにのみ収録されていたスマッシュ・ヒット曲「サタデー・ナイト」、イギリス盤シングル「恋をちょっぴり」のB面曲「彼女を泣かせないで (She'll Be Crying Over You)」、初期メンバーのノビー・クラークがリード・ボーカルをとった未発表音源「ウドゥント・ユー・ライク・イット?（1972ヴァージョン）(Wouldn't You Like It? (1972 version))」と「ドゥ・イット・アゲイン (I'd Do It Again)」の4曲が追加された。
同一内容のCDは2004年に日本盤もリリースされたが、既にオリジナルLPの日本盤に収録されていた「サタデー・ナイト」はボーナス・トラックとされず、表記を「サタデイ・ナイト」と改めた上でB面1曲目に相当する7曲目に入り、ボーナス・トラックは14-16曲目の3曲という扱いになっている。

## チャート
| チャート（1975年）                                         | 最高位 |
| ---------------------------------------------------------- | ------ |
| オーストラリア（ケント・ミュージック・レポート、アルバム） | 3      |
| フィンランド（スオメン・ヴィラリネン・リスタ、アルバム）   | 3      |
| ドイツ（Offizielle Top 100、アルバム）                     | 30     |
| 日本（オリコンチャート、アルバム）                         | 21     |
| ニュージーランド（RIANZ、アルバム）                        | 5      |
| ノルウェー（ヴェーゲー・リスタ）                           | 9      |
| スウェーデン（スヴァリイェトプリストン）                   | 45     |
| スイス（シュヴァイツァー・ヒットパラーデ）                 | 13     |
| イギリス（全英アルバムチャート/OCC）                       | 3      |

## パーソネル
- レスリー・マッコーエン – リード・ボーカル、バッキング・ボーカル
- スチュアート・ウッディ・ウッド – ギター、バッキング・ボーカル、「恋のシャンハイ」共同リード・ボーカル
- エリック・フォークナー – ギター、バッキング・ボーカル、「恋のシャンハイ」共同リード・ボーカル
- アラン・ロングミュアー – ベース、バッキング・ボーカル、「恋のフィーリング」リード・ボーカル
- デレク・ロングミュアー – ドラムス、バッキング・ボーカル、パーカッション、「愛のメッセージ」語り

## プロダクション
以下はアルバムのノートによる。
- 収録スタジオ
  - Chipping Norton Studios – Engineered by Dave Grinstead
  - Eden Studios, Chiswick – Engineered by Mike Gardener
  - Audio International Studios – Engineered by James Guthrie
- マスタリング - IBC Studios, London by Melvin Abrams
- 音楽監督 – Colin Frechter
- プロデューサー - フィル・ワインマン
- ジャケット・デザイン - The Green Bay Packers Art Company
- ジャケット写真 - John Paul
- 挿入写真 - Alan Ballard
- アートディレクター - John Dyer